# 何佩瑢
何 佩瑢（か はいよう）は、中華民国の軍人・政治家。北京政府、安徽派の軍人で、後に中華民国維新政府、南京国民政府（汪兆銘政権）の要人となった。字は韻珊。

## 事績

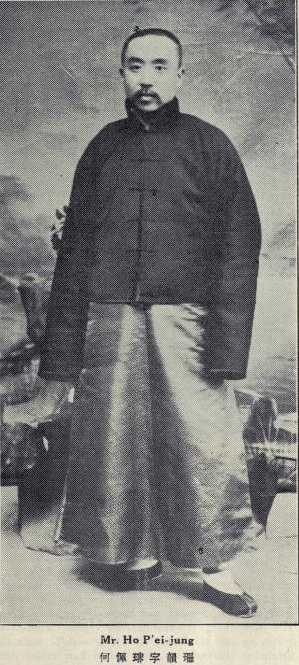
何佩瑢別影
Who's Who in China 3rd ed.（1925）

### 北京政府時代の活動
1906年（光緒34年）、日本に留学して陸軍士官学校第4期歩兵科を卒業した。帰国後は、保定陸軍軍官学校教官などをつとめている。中華民国成立後の1912年（民国元年）11月23日、何佩瑢は直隷陸軍第2師参謀長兼駐保各軍参謀長に任命された。翌1913年（民国2年）2月10日、陸軍歩兵上校の位階を授与され、1914年（民国3年）には段芝貴の配下となる。1915年（民国4年）11月14日、何は彰武上将軍行署参謀長に任命された。1917年（民国6年）2月15日、参謀長在任のまま湖北省政務庁庁長署理を兼任し、翌1918年8月には同省財政庁庁長も兼ねたとされる。
1919年（民国8年）3月29日、何佩瑢は湖北省省長署理に特任され、同年11月13日に正式就任した。しかし翌1920年（民国9年）8月、安直戦争で安徽派が敗北したため、何は同月30日に省長から罷免された。同年10月26日に湖北鉱務局督弁へ異動し、同省督軍公署参議も兼ねる。これにより孫伝芳の最高顧問となった。1923年（民国12年）に孫が福建省へ向かった際には、何は同行せずに湖北省に留まった。1925年（民国14年）1月10日、鉱務局督弁を辞任している。

### 親日政権での活動
国民政府時代は主な職位にはつかず、1937年（民国26年）の日中戦争（抗日戦争）勃発後に、何佩瑢は中華民国維新政府の下で武漢参議府参議長兼政務委員会委員長となった。1938年（民国27年）10月、武漢が日本軍により陥落させられると、何佩瑢は武漢地方維持会会長となる。翌年4月、中華民国維新政府において武漢市参議府議長となり、11月、湖北省省長に任ぜられた。
1940年（民国29年）3月、汪兆銘（汪精衛）の南京国民政府設立後も、何佩瑢は湖北省省長に留まっている。5月、何佩瑢と石星川は漢口で共和党を結成し、何佩瑢が総裁、石星川が副総裁となった。同党は、湖北人による湖北統治（「鄂人治鄂」）を目指して結成された地方政党である。
10月、湖北省政府の改組に伴い、湖北省政府主席となった。12月、何佩瑢は共和党を解散して、汪兆銘の中国国民党に合流し中央執行委員に任命された。翌年5月、東亜聯盟中国総会湖北分会常務理事兼書記長となった。6月、湖北保安司令を兼任している。
1942年（民国31年）6月6日、何佩瑢は漢口で死去した。享年63。中国・台湾における通説では、何佩瑢は日本軍により毒殺されたとしているが、死因は他にも諸説あり実態は不明である。